# Скартадос, Фрэнк
Фрэнк К. Скарта́дос (греч. Φρανκ Κ. Σκαρτάδος, англ. Frank K. Skartados; 3 января 1956, Астипалея, Додеканес, Греция — 15 апреля 2018, Ньюберг, Нью-Йорк, США) — американский политик-демократ, член Ассамблеи штата Нью-Йорк от 100-го (2009—2010, 2012—2013) и 104-го (2012—2018) избирательных округов.

## Биография
Родился 3 января 1956 года на острове Астипалея (Додеканес, Греция). Был седьмым из восьми детей в семье. Вырос на небольшой ферме, где помогал своему отцу вести хозяйство.
В 1970 году, в возрасте 14 лет, приехал в Нью-Йорк (США) вместе с матерью, которая вскоре вернулась обратно в Грецию.
Окончил среднюю школу имени Джорджа Вашингтона на Верхнем Манхэттене. Самостоятельно выучил английский язык.
В течение четырёх лет работал в сфере ресторанной индустрии, в том числе имел собственный ресторан.
Получил степень бакалавра в области политологии, с отличием окончив Университет штата Нью-Йорк в Нью-Полце, что для него стало возможным благодаря накопленным денежным средствам от ресторанного бизнеса. Одновременно с учёбой работал в комендатуре Нью-Йоркской военной академии (NYMA).
Окончил Университет штата Калифорния в Сакраменто со степенью магистра в области международных исследований. Позже проходил практику в Центре ООН против апартеида. В последующие восемь лет работал председателем отдела здравоохранения в NYMA, где также преподавал исследования окружающей среды и историю Америки.
Оставив в 2000 году NYMA, занялся обновлением недвижимого имущества в даунтауне города Покипси, включая строительство «Aegean Entertainment Center» — самого большого развлекательного заведения между Олбани и Нью-Йорком. Является основателем и президентом «Academy Street Business Association» (Покипси).

### Ассамблея штата Нью-Йорк
В 2009—2010 и 2012—2013 годах — член Ассамблеи штата Нью-Йорк от 100-го избирательного округа.
В 2012—2018 годах — член Ассамблеи штата Нью-Йорк от 104-го избирательного округа.

#### Участие в комитетах
- Комиссия по сельскохозяйственным ресурсам (председатель)
- Сельскохозяйственный комитет
- Комитет по вопросам экономического развития, создания рабочих мест, торговли и промышленности
- Комитет по вопросам местного управления
- Комитет по вопросам малого бизнеса
- Комитет по развитию туризма, парков, искусств и спорта
- Транспортный комитет
- Банковский комитет (2013—2014)[1][2][11]

Являля членом Греческой организации и Национальной ассоциации содействия прогрессу цветного населения.
Поддерживал сотрудничество США и Греции в сфере бизнеса и инвестиций.
Был сторонником развития агротуризма.
Умер 15 апреля 2018 года на 62 году жизни от рака поджелудочной железы.

## Личная жизнь
Проживал в Милтоне, где содержал небольшую ферму.
Имел одного ребёнка.